# Pancrasweek
 (mai 2023).
Pancrasweek est un hameau et une paroisse civile du Devon, situé dans le sud-ouest de l'Angleterre. 